# Bacco e Arianna (Pittoni)
Questo Bacco e Arianna (oppure Dioniso e Ariadne) è una delle varie interpretazioni del soggetto che Giambattista Pittoni dipinse durante la sua carriera, soggetto peraltro piuttosto diffuso in pittura. Realizzò una serie di repliche di piccolo formato tra il 1730 e il 1732, come pendant per le altrettante repliche del Sacrificio di Polissena (Tipo A) dipinte negli stessi anni.

## Descrizione
Le telette si riferiscono alla versione della leggenda secondo cui Arianna, abbandonata da Teseo a Nasso, venne raggiunta e salvata da Bacco/Dioniso. Il dio poi la volle come sposa e come dono nuziale le diede un diadema, che, lanciato nel cielo, formò la costellazione della Corona Boreale. Il senso dell'avvicinamento di questa scena favolistica e soave a quella tragica di Polissena era quello di compensare storia dell'amore infelice della principessa troiana con quella, che parte pure da una situazione d'infelice abbandono, ma termina in un lieto fine di principessa minoica.

I quattro esemplari del Bacco e Arianna (1730-1732) di Giambattista Pittoni visibili nei musei
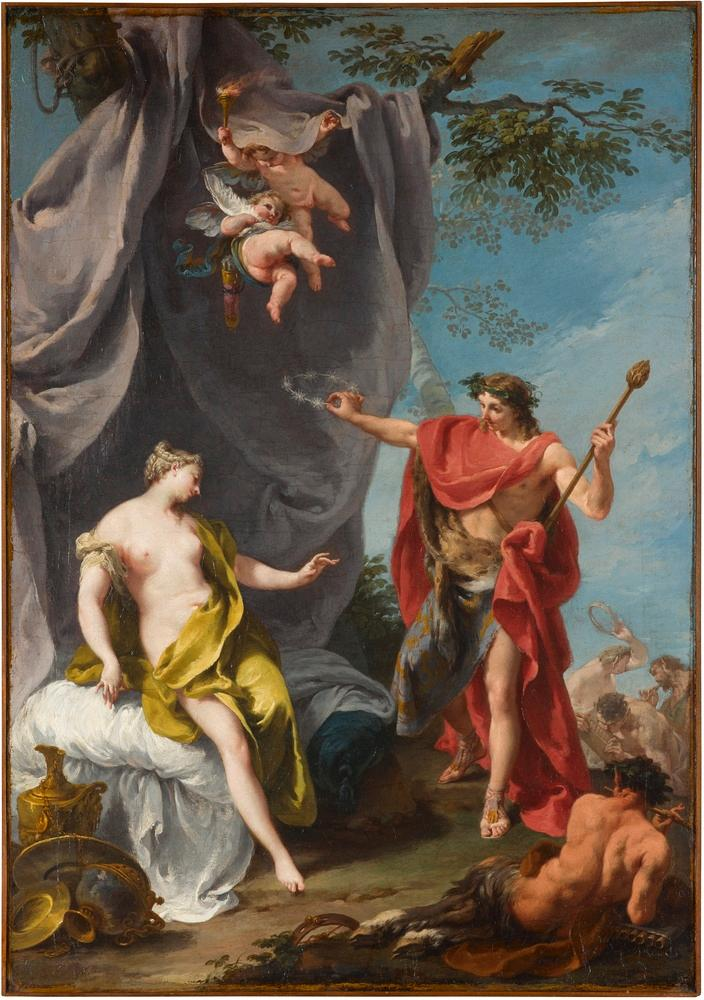
Bacchus und Ariadne, 71,3 x 50 cm, Staatsgalerie, Stoccarda.
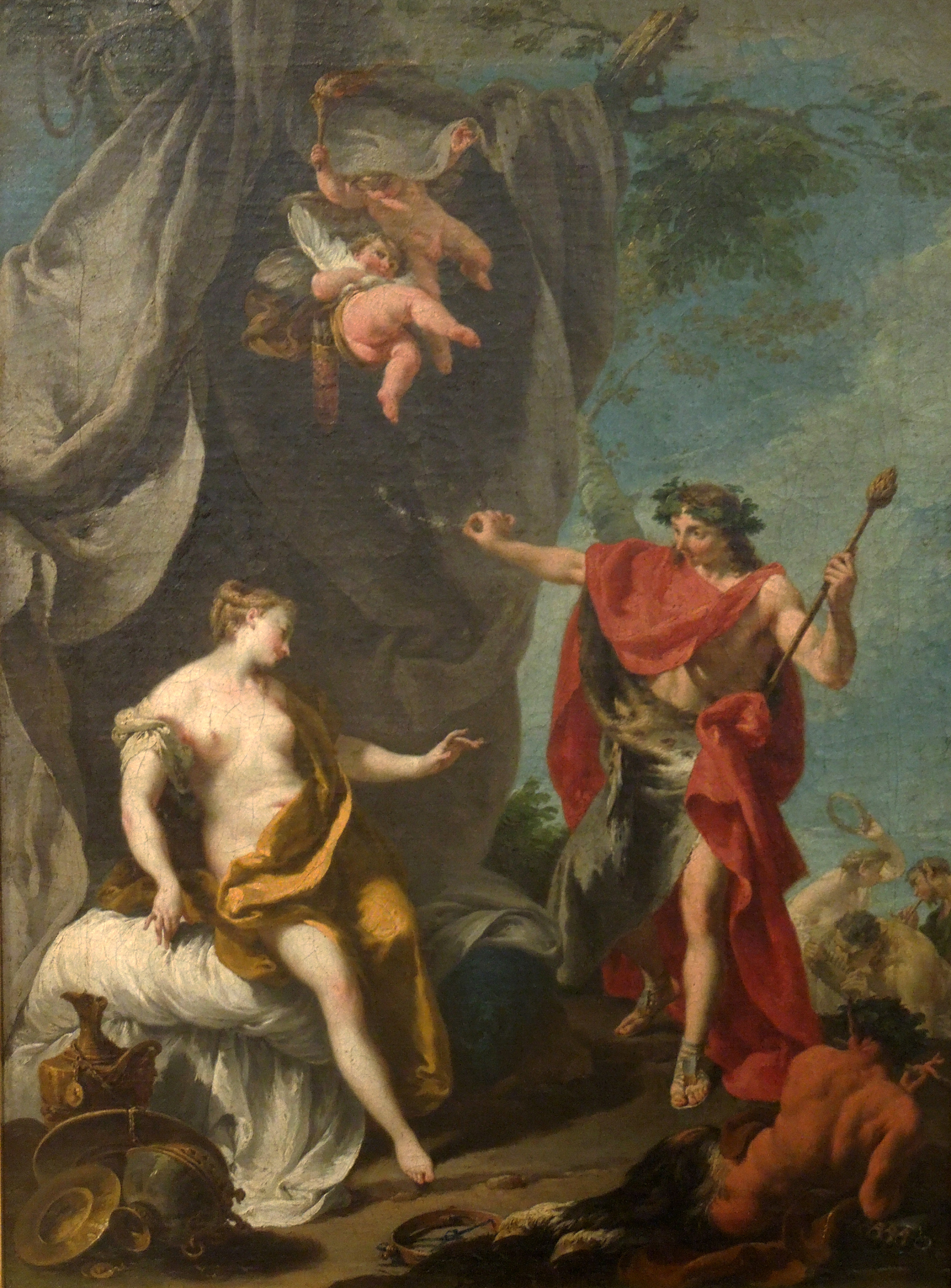
Bacchus Ariadna, 71 x 53 cm, Narodní Galerie, Praga.
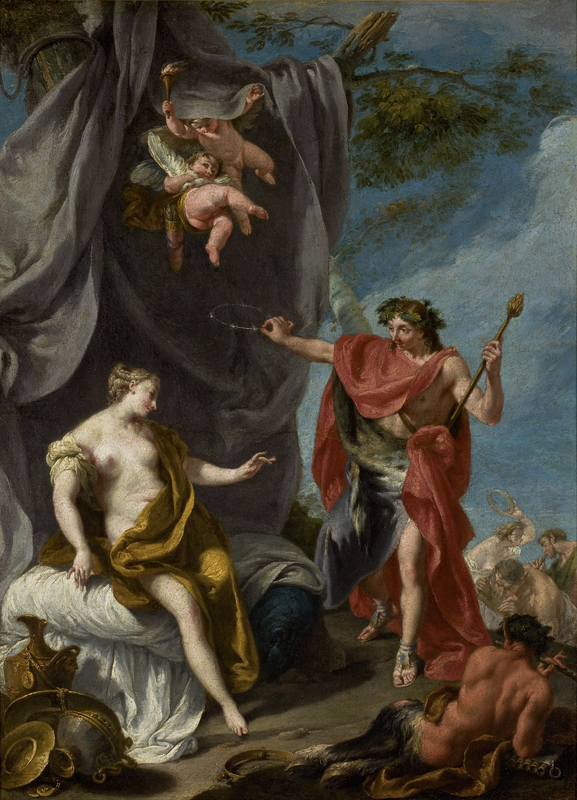
Dionysus and Ariadne, 72 x 53 cm, Museo d'arte di San Paolo.
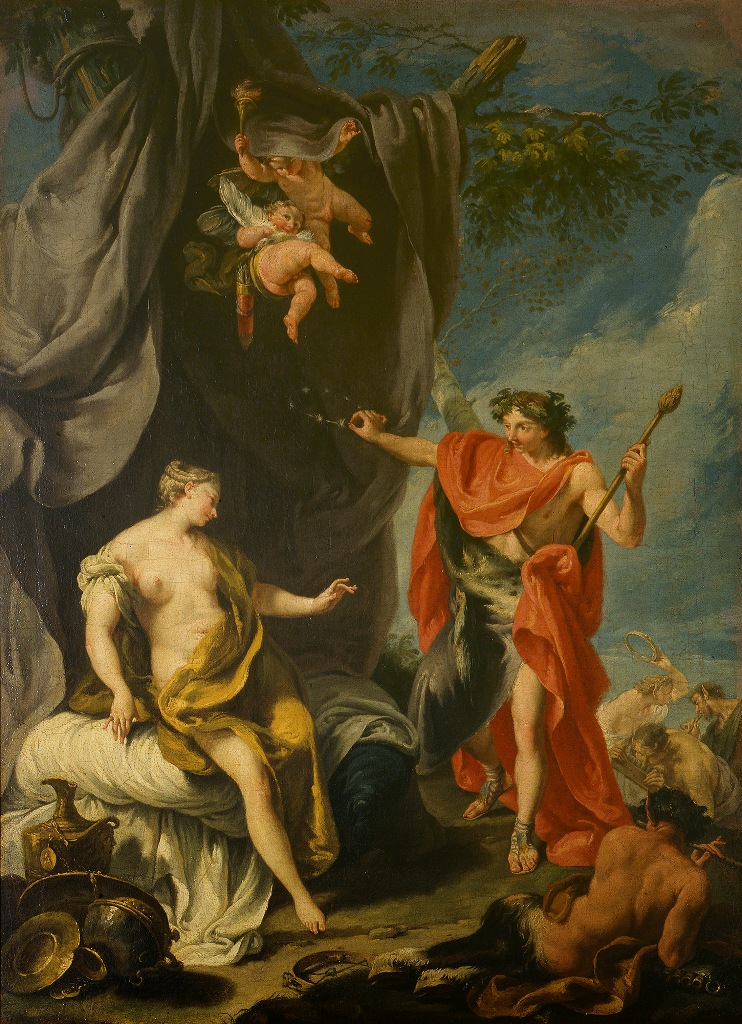
Bacco e Arianna, 70 x 40 cm, Pinacoteca di Brera.

Oltre agli esemplari rimasti accoppiati con i loro pendant alla Staatsgalerie di Stoccarda e alla Narodni Galerie di Praga sono visibili altri due esemplari autografi isolati, uno al Museo d'arte di San Paolo e l'altro alla Pinacoteca di Brera, e una copia di bottega al Fogg Art Museum di Cambridge. Si ha notizia di altri esemplari dispersi, sia autografi sia di attribuzione incerta.
Nei quattro autografi presenti nei musei sono riscontrabili soltanto minime differenze: nel volto di Arianna, nel disegno delle fronde e delle nuvole, nei panneggi delle vesti di Arianna e Bacco e in quello della tenda. Solo nell'esemplare di Stoccarda sono presenti delle frange sul bordo della tenda, sopra il capo di Arianna, e il perizoma di Bacco, grigio-azzurro e decorato da motivi dorati.
Il dipinto «è uno dei più felici e significativi esempi della poetica pittoniana in chiave rococò: caratterizzandosi per una raffinata eleganza di ritmi formali appuntiti, guizzanti e nervosi, fin nel colore chiaro ed aereo.»
La tela è composta attorno a una diagonale che scende ondeggiando da sinistra verso destra. Verso la sommità, dove un albero sostiene una grande tenda (alcova e trono), giocano i putti Cupido con le sue armi e Imene con una fiaccola ardente. In basso a destra la linea si chiude con un satiro semidisteso intento a suonare il flauto mentre lascia il cembalo la siringa a terra, una figura dal carattere decisamente riccesco.
Seduta a sinistra è Arianna che trepidante porge aggraziatamente la mano verso Bacco, a terra al suo fianco il tipico piccolo cumulo di vasellame dorato. Singolare è l'affinità del gesto di questa figura con quello di Stratonice nella Guarigione di Antioco (unico pendant noto per il Tipo B del Sacrificio di Polissena), in entrambi i casi un'evoluzione – con gentilezza puramente rococò – rispetto al precedente di una Susanna (Susanna e i vecchioni, 1723-1725, Louvre). Bacco, in piedi col suo sacro tirso, porge alla principessa il dono nuziale della corona di stelle, latrice di immortalità. Sotto il manto rosso porta una pelliccia ad alludere ai ghepardi che usualmente tirano il suo carro.
È interessante notare come entrambe le figure presentino la riduzione di larghezza ed opulenza tipiche delle precedenti opere tardo a carattere storico/mitologico del Pittoni raggiungendo una nuova delicata grazia «con un senso plastico e lineare davvero insolito per l'arte veneziana e collaudato al banco di una continua esperienza disegnativa.»
Affiorano danzando sullo sfondo, quasi evanescenti nella profondità, altri due satiri suonanti e una baccante che agita il cembalo.